# Steatoda singoides
Steatoda singoides är en spindelart som först beskrevs av Albert Tullgren 1910.  Steatoda singoides ingår i släktet vaxspindlar, och familjen klotspindlar.
Artens utbredningsområde är Tanzania. Inga underarter finns listade i Catalogue of Life.